# Institut für Fenstertechnik
Das Institut für Fenstertechnik e. V. (IFT, Eigenschreibweise ift Rosenheim) ist mit der angeschlossenen ift Rosenheim GmbH ein wissenschaftlicher Dienstleister für Hersteller von Fenstern und Fassaden. Das IFT forscht, veröffentlicht und wirkt bei der Normung von Bauteilen und Baustoffen mit. Es wurde 1966 gegründet und beschäftigt etwa 230 Mitarbeiter.

## Tätigkeitsschwerpunkte
Die Tätigkeitsschwerpunkte des IFT liegen auf dem Prüfen von Fenstern und Fassaden, so z. B. Brandprüfungen, Glasprüfungen und Schallschutzprüfungen.
Die Prüfung von Fenstern und Fassaden reicht von Standardprüfungen genormter Eigenschaften bis zur Ermittlung der Gebrauchstauglichkeit der Produkte unter Berücksichtigung von Verwendungszweck, Beanspruchung und erwarteter Lebensdauer. Das IFT verfügt über Prüfmöglichkeiten für Produkteigenschaften von Fenstern und Fassaden, beispielsweise zur Simulation von Schlagregen, statischen und dynamischen Windbeanspruchungen bis zu einer maximalen Probekörpergröße von 10 mal 14 Metern.
Das IFT-Schallschutzzentrum verfügt über Prüfstände, um die Schalldämmung von Bauelementen zu prüfen. Hierzu zählen neben Fenstern und Türen auch ganze Fassaden, Innen-, Außenwände, Dächer und Decken. Durch den Einsatz von Brückenkränen (Maximallast von 25 Tonnen in der Prüfhalle) können auch schwere Elemente in die Prüfstände gehoben und anschließend geprüft werden. Neben den Laborprüfungen werden auch Bau-Schallmessungen für Objekte angeboten.
Produkte mit Sicherheitseigenschaften werden vom IFT auf Einbruchhemmung geprüft (siehe auch Widerstandsklasse).
Das IFT unterstützt Anwender und Planende mit Forschung, Normung, Zertifizierung sowie Zulassungen, Prüfungen und Gutachten.  Hierzu gehört das Qualitätsmanagement sowie Weiterbildung und die Veröffentlichung von Fachinformationen. Seit dem Jahr 1973 entwickelten sich aus technischen Vortragsveranstaltungen die Rosenheimer Fenstertage, eine internationale Fachtagung.

## Veröffentlichungen (Auswahl)
- mit Gütegemeinschaft Fenster, Fassaden und Haustüren e.V.: Leitfaden zur Planung und Ausführung der Montage von Fenstern und Haustüren für Neubau und Renovierung, Frankfurt am Main, 2024. ISBN 978-3-00-077706-6
- mit Bundesinnungsverband des Glaserhandwerks, RAL Gütegemeinschaft Fenster und Haustüren e.V.: Leitfaden zur Planung und Ausführung der Montage von Fenstern und Haustüren für Neubau und Renovierung, Düsseldorf, 2020. ISBN 978-3-86950-486-5
- Stefan Bacher, Camille Châteauvieux-Hellwig, Melina Martin, Thomas Ecker, Michael Rudolph: Schallschutz von Flachdächern in Holzbauweise: Luft- und Trittschalldämmung von Flachdächern und Dachterrassen, IFT (Hrsg.), Rosenheim, 2019. ISBN 978-3-86791-463-5
- Eignungsnachweis von Zargenschaum: Prüfung von Polyurethan-Montageschaum zur Befestigung von Türzargen für Innentüren, Rosenheim, 2019. ISBN 978-3-86791-433-8
- Einsatzempfehlungen für Fenster bei altersgerechtem Bauen und in Pflegeeinrichtungen: Anforderungen, Planungsgrundlagen, Konstruktion und Ausführung, Rosenheim, 2019. ISBN 978-3-86791-458-1
- Einsatzempfehlungen für Fenster in Schulbauten, Rosenheim, 2019. ISBN 978-3-86791-461-1
- Ghid de montaj al ferestrelor şi uşilor de exterior: proiectarea şi punerea în practică a operaţiunilor de montaj al ansamblurilor de ferestre: uşi în structura construcţiilor noi şi a celor reabilitate (rum), Rosenheim, 2018. ISBN 978-3-86791-411-6
- Wytyczne do montazů okien i drzwi zewnetrznych: projektowanie i wykonywanie montazů okien i drzwi zwenetrznych w nowych i remontowanych budynkach (pol), Rosenheim, 2018. ISBN 978-3-86791-416-1
- Guideline for installation of windows and external pedestrian doors: design and construction of installation of windows and external pedestrian doors for new buildings and refurbishment, Rosenheim, 2017. ISBN 978-3-86791-414-7
- als Hrsg.: Beschichtungssysteme für maßhaltige Außenbauteile aus Holz: Anforderungen, Prüfung und Bewertung = Coating systems for dimensionally stable exterior building components of wood, Fraunhofer IRB, Stuttgart, 2015. ISBN 978-3-8167-8176-9
- als Hrsg.: Brandschutz im Wandel: El230-C5-Sa - alles klar? / Internationales Ift-Brandschutzforum 2015, 9. und 10. Juni 2015, Nürnberg, Fraunhofer IRB, Stuttgart, 2015. ISBN 978-3-8167-9488-2
- als Hrsg.: Verglasung von Holzfenstern ohne Vorlegeband, Fraunhofer IRB, Stuttgart, 2015. ISBN 978-3-8167-9174-4
- Einsatzempfehlungen für Fenster bei altersgerechtem Bauen und in Pflegeeinrichtungen: Anforderungen, Planungsgrundlagen, Konstruktion und Ausführung, Fraunhofer IRB, Stuttgart, 2014. ISBN 978-3-8167-9706-7
- mit RAL-Gütegemeinschaft Fenster und Haustüren e.V.: Leitfaden zur Planung und Ausführung der Montage von Fenstern und Haustüren für Neubau und Renovierung, Frankfurt am Main, 2014. ISBN 978-3-00-045381-6
- Ift-Sachverständigenforum 2013: 5. Februar 2013, Kultur-+-Kongress-Zentrum Rosenheim, Fraunhofer IRB, Stuttgart, 2013. ISBN 978-3-8167-8865-2
- Ift-Ausschreibungshilfe zur Erstellung von Leistungsverzeichnissen für Fenster und Außentüren, Fraunhofer IRB, Stuttgart, 2009. ISBN 978-3-8167-8073-1
- IFT-Sachverständigenforum 2007 "Fenster und Fassaden richtig konstruiert! - Typische Schadensquellen erkennen und vermeiden": am 28. Februar 2007 in Rosenheim, Rosenheim, 2007. ISBN 978-3-86791-076-7
- IFT-Sachverständigenforum 2006 "Die richtige Montage - Topthema in der Fenster- und Fassadentechnik": am 2. Februar 2006 in Rosenheim, Rosenheim, 2006. ISBN 978-3-86791-085-9